# Parti de la solidarité et du progrès
Pour les articles homonymes, voir PSP.
Le Parti de la solidarité et du progrès (PSP), anciennement Parti progressiste soudanais (PPS) est un parti politique malien créé en 1946 par Fily Dabo Sissoko. Le PSP est présidé par Oumar Hammadoun Dicko.

## Historique

### À l’époque du Soudan français
Le 13 février 1946, le Parti progressiste soudanais est créé par Fily Dabo Sissoko au Soudan français, colonie française qui deviendra le Mali lors de son indépendance en 1960. Au même moment sont créés le Parti démocratique soudanais (PDS), proche du Parti communiste français (PCF) et le bloc démocratique soudanais (BDS), officiellement proche de la Section française de l'Internationale ouvrière (SFIO) mais qui se rapproche rapidement du PCF.
Le PSP recrute chez les notables locaux, notamment les chefs de canton nommés par le colonisateur français, ce qui lui vaut la préférence des autorités coloniales. Il s’implante en milieu rural et crée rapidement des comités à travers le pays.
En octobre 1946, le Rassemblement démocratique africain tient son congrès fondateur à Bamako.  Le BDS et le PDS fusionnent pour former la section locale, l’Union soudanaise-Rassemblement démocratique africain (US-RDA). Le PSP refuse de les rejoindre.
Le PSP souhaite le maintien du Soudan français dans l’Union française mais avec une reconnaissance des cultures traditionnelles et une égalité entre autochtones et métropolitains.
Lors des premières élections, le PSP domine largement face à son concurrent, l’US-RDA. Aux élections législatives de novembre 1946, la liste du PSP obtient 60 759 voix sur 160 464 inscrits et 94 803 exprimés. Jean Silvandre (un métropolitain) et Fily Dabo Sissoko sont élus.
Aux élections législatives du 17 juin 1951, la liste du PSP, qui obtient  201 866 voix sur 916 944 inscrits et 337 989 suffrages exprimés,  devance encore celle de l’US-RDA et trois députés du PSP sont élus : Jean Silvandre,  Fily Dabo Sissoko et Hammadoun Dicko.
Aux élections législatives du 2 février 1956 1956, la liste du PSP, qui obtient 161 911 voix, est devancée par celle de l’US-RDA (215 419 voix). Fily Dabo Sissoko et Hammadoun Dicko sont réélus.
Les députés élus du PSP adhèrent au groupe parlementaire de la SFIO

### À l’indépendance du Mali
Lorsque le Soudan français accède à l’indépendance, l’US-RDA domine largement la vie politique. Le PSP décide de rejoindre en 1959 les rangs de ce parti qui devient de fait le parti unique. Les cadres du PSP avaient d’ailleurs pour la plupart intégré l’appareil d’État. Cependant ses dirigeants contestent l’option socialiste et s’opposent en 1962 à la création du Franc malien. Fily Dabo Sissoko et Hammadoun Dicko sont arrêtés et condamnés, emprisonnés à Kidal avant de mourir certainement assassinés.

### En 1991, le PSP renaît
Le 26 mars 1991, le coup d’État d’Amadou Toumani Touré met fin au régime autoritaire de Moussa Traoré. Le multipartisme, réclamé depuis des mois par les opposants se met en place. le Parti progressiste soudanais renaît et est officiellement déclaré le 18 mai 1991.
Aux élections municipales du 19 janvier 1992, le PSP obtient 29 conseillers municipaux et aux élections législatives de juillet 1992, il obtient deux députés dans la circonscription de Bafoulabé (région de Kayes).
En 1997, à la suite de l’annulation du premier tour des élections législatives, le PSP boycotte l’élection présidentielle et les nouvelles  élections législatives. Il participe cependant aux élections communales de 1998 et 1999, ce qui lui permet d’obtenir une centaine d’élus.
Lors du congrès des 23 et 24 mars 2002, le Parti progressiste soudanais prend le nom de Parti de la solidarité et du progrès.
À l’élection présidentielle de 2002 tout comme à  élection présidentielle de 2007, le PSP soutient Amadou Toumani Touré.
De 2002 à 2007, le PSP était représenté par son président au gouvernement en tant que ministre des Affaires étrangères.

## Résultats électoraux
| Année | Élection                           | Scores et observations                                                                                    |
| 1992  | Élections communales               | 29 conseillers (sur 749)                                                                                  |
| 1992  | Élections législatives             | 2 députés (sur 116)                                                                                       |
| 1992  | Élection présidentielle            | |
| 1997  | Élection présidentielle            | A boycotté l’élection                                                                                     |
| 1997  | Élections législatives             | A boycotté les élections                                                                                  |
| 1998  | Élections communales               | |
| 1999  | Élections communales               | |
| 2002  | Élection présidentielle            | A soutenu Amadou Toumani Touré                                                                            |
| 2002  | Élections législatives             | 1 député (sur 147)                                                                                        |
| 2004  | Élections communales               | 87 conseillers                                                                                            |
| 2007  | Élection des conseillers nationaux | pas d’élu                                                                                                 |
| 2007  | Élection présidentielle            | Membre de l’Alliance pour la démocratie et le progrès qui a soutenu la candidature d’Amadou Toumani Touré |
| 2007  | Élections législatives             | 2 députés (sur 147)                                                                                       |
| 2009  | Élections communales               | 135 conseillers                                                                                           |